# La Taverne de la Nouvelle-Orléans
Pour plus de détails, voir Fiche technique et Distribution.
 La Taverne de La Nouvelle-Orléans (titre original : Adventures of Captain Fabian) est un film franco-américain réalisé par William Marshall, sorti en 1951.

## Synopsis
Un capitaine de navire retourne à La Nouvelle-Orléans pour venger son père.

## Fiche technique
- Titre : : La Taverne de La Nouvelle-Orléans
- Titre original : Adventures of Captain Fabian
- Réalisation : William Marshall et Robert Florey (non crédité)
- Assistant réalisateur : Marc Maurette
- Scénario : Errol Flynn, d'après son histoire "The Bewitched" et le roman "Fabulous Ann Medlock" de Robert T. Shannon
- Musique : René Cloërec
- Décors : Max Douy et Eugène Lourié
- Costumes : Paulette Ten Hove
- Photographie : Marcel Grignon
- Son : Jacques Carrère
- Montage : Henri Taverna
- Producteur : William Marshall
- Producteur associé : Robert Dorfmann
- Sociétés de production :  Les Films Corona, Silver Films
- Société de distribution : 
  - Republic Pictures (États-Unis)
  - Les Films Corona (France)
- Pays de production :  États-Unis |  France
- Langue originale : français
- Format : Noir et blanc — 35 mm — 1,37:1 — Son : Mono
- Genre : Film d'aventure
- Durée : 100 minutes
- Dates de sortie : 
  - France : 21 mars 1951
  - États-Unis : 6 octobre 1951
  - Royaume-Uni : 5 novembre 1951

## Distribution
- Errol Flynn : Capt. Michael Fabian
- Micheline Presle : Lea Mariotte
- Vincent Price : George Brissac
- Agnes Moorehead : Tante Jezebel
- Victor Francen : Henri Brissac
- Jim Gérald : Commissionnaire Germain
- Héléna Manson : Josephine
- Howard Vernon : Emile
- Roger Blin : Philippe
- Reggie Nalder : Constant
- Georges Flateau : Le juge Jean Brissac
- Charles Fawcett : L'avocat de la défense
- Marcel Journet
- Gilles Quéant

## Voix françaises
- Jean Davy (Errol Flynn)
- Micheline Presle  (Elle-même)
- Claude Peran   (Vincent Price)
- Lita Recio   (Agnes Moorehead)
- Victor Francen : (Lui-même)
- Jim Gerald  : (Lui-même)
- Helena Manson  : (Elle-même)
- Howard Vernon  : (Lui-même)
- Roger Blin : (Lui-même)
- Maurice Dorleac  (Charles Fawcett)

## Autour du film
Le film a été tourné à partir du 7 août 1950, aux Studios de la Victorine, aux Studios de Billancourt, ainsi qu'à Villefranche-sur-Mer et à Cagnes-sur-Mer.